# Cupido diogenes
Cupido diogenes is een vlinder uit de familie van de Lycaenidae. De wetenschappelijke naam van de soort is voor het eerst geldig gepubliceerd in 1853 door Blanchard.